# الکساندر وایسبرگ-تسیبولسکی
الکساندر وایسبرگ-تسیبولسکی (آلمانی: Alexander Weissberg-Cybulski؛ زاده ۸ اکتبر ۱۹۰۱ درگذشته ۴ آوریل ۱۹۶۴) یک فیزیک‌دان اهل اتریش-لهستان بود.